# 七栗村
七栗村（ななくりむら）は三重県一志郡にあった村。現在の津市の中部、榊原川の下流域にあたる。

## 地理
- 河川：雲出川、榊原川、長野川

## 歴史
- 1889年（明治22年）4月1日 - 町村制の施行により、森村・庄田村・中村・一色村・大鳥村の区域をもって発足。
- 1955年（昭和30年）3月1日 - 久居町・桃園村・戸木村・稲葉村・榊原村と合併し、改めて久居町が発足。同日村廃止。

## 交通

### 鉄道路線
- 中勢鉄道
  - 鉄道線（1943年廃止）
    - 大師前駅 - 七栗駅

### 道路
- 国道165号